# Flandy Limpele
Flandy Limpele (Manado, 9 de febrero de 1974) es un deportista indonesio que compitió en bádminton, en las modalidades de dobles y dobles mixto.
Participó en cuatro Juegos Olímpicos de Verano entre los años 1996 y 2008, obteniendo una medalla de bronce en Atenas 2004 en la prueba de dobles. Ganó una medalla de bronce en el Campeonato Mundial de Bádminton de 2007.

## Palmarés internacional
| Juegos Olímpicos   | Juegos Olímpicos       | Juegos Olímpicos  | Juegos Olímpicos |
| Año                | Lugar                  | Medalla           | Prueba           |
| ------------------ | ---------------------- | ----------------- | ---------------- |
| 2004               | Atenas (Grecia)        | Medalla de bronce | Dobles           |
| Campeonato Mundial |                        |                   |                  |
| Año                | Lugar                  | Medalla           | Prueba           |
| 2007               | Kuala Lumpur (Malasia) | Medalla de bronce | Dobles mixto     |